# 青木康平
青木 康平（あおき こうへい, 1980年12月13日 - ）は、日本の元プロバスケットボール選手である。身長167cm、体重75kg、ポジションはポイントガード。身長はリーグで4番目に低いが、高いボールハンドリングスキルを持ち、多彩な1対1のスキルと共に、精度の高いシュート力を持つ。

## キャリア概観

### 誕生から高校時代まで
福岡県福岡市南区出身。福岡市立西長住小学校に入学。3年生の終わりに友達の誘いでミニバスケットボールを始め、全国大会に出場。中学校は強豪の福岡市立長丘中学校に入学し、全国大会に出場。
高校は全国でも名門の福岡大学附属大濠高校に入学。1年生時にインターハイベスト4、同年の国体では4位、ウィンターカップではベスト16という成績を残す。3年生時にはキャプテンを務め、この年のインターハイでベスト8進出をするも、シード枠で臨んだウィンターカップでは初戦で北陸高校に敗退。

### 大学時代
大学は専修大学に入学。2年生時に関東大学選手権で3位。
青木が3年生になった時に、1年生に波多野和也、長澤晃一、中川和之、中川直之が入部し、2年生の佐藤浩貴、平山念、小野学、3年生の菊地勇樹、4年生の小嶋信哉とメンバーが揃い専大の黄金期の様相を呈してきた。この年のインカレでは五十嵐圭、伊藤俊亮、柏木真介らを擁する中央大学に破れるも、その後の3位決定戦で木下博之、鵜澤潤らを擁する日本体育大学を破り見事3位入賞。オールジャパンにも出場する。大学4年生時には1年生にまたも大宮宏正、伊藤孝志、小淵雅という豪華な新入達を迎え、更なる黄金期の到来を予感させたこの年、専大は見事インカレ優勝を果たし、青木は大会MVPに選ばれる。 また、大学4年生の3月にはアメリカでABAのトライアウトも受験している。

### プロ入り後
大学卒業後は、ストリートボール集団の「Far East Ballers」に所属し、ストリートボーラーとして活躍。 2005年、bjリーグの東京アパッチにドラフト外で入団。2005-2006シーズンでの最高フリースロー成功率（59本中51本成功の86.44％）を記録しフリースロー王を受賞。チームのプレイオフ進出に貢献。
2006-2007シーズンでは低身長ながらも抜群の得点力で得点を量産。日本人の得点王に輝き（40試合全試合出場で総得点490点、1試合平均12.3点）、2年連続のフリースロー王（134本中125本成功の93.3％）を受賞。また、記念すべき第1回のオールスターのメンバーに主催者推薦で選出された。以来オールスターに毎年選出され、唯一となる第1回より8大会連続選出を果たしオールスター・皆勤賞プレイヤーと言われる。2010-2011シーズンオールスターゲームではMIPを獲得。2011-2012シーズン オールスターゲームではスリーポイントコンテストで優勝。
2016年、所属していた東京アパッチの活動休止に伴い、大阪エヴェッサと契約。
2012年、FA宣言をして東京サンレーヴスに移籍。
フリースローの正確さ、得点感覚においてはbjリーグの日本人選手では随一を誇る。自身は「シューティングガードだけど、今はチーム的に僕がポイントガードをしている」と雑誌のインタビューで答えている。
2013年5月には、ドーハで開催された第1回FIBAアジア3×3男子バスケットボール選手権大会の日本代表に選出された。
2013年オフ、東京サンレーヴスと契約満了、ライジング福岡に移籍。
2016年9月22日、Bリーグ開幕日に島根スサノオマジックと基本合意に至っていたが、2016年10月7日に本人の申し出による現役引退が発表された。
2017年5月、3x3チーム・エクスプローラーズ鹿児島のアドバイザーに就任

## エピソード
- 中学時代は一時期サッカー部に所属していた時期があった。大学でも一時期バスケを本気でやめたい時期があったという。[要出典]
- 2010-11シーズン・bjリーグオールスターゲームの冠協賛企業であるマルコメのキャラクター・「マルコメくん」にそっくりと多くの人から言われ、bjリーグ公認のマルコメくんそっくりさんとなった。ちなみに「プロバスケbjリーグTV」でも、「"マルコメくん"ごと"青木康平"」と紹介されていた[7]。

## 成績
| シーズン         | チーム | GP | GS | MPG  | FG%  | 3P%  | FT%  | RPG | APG | SPG | BPG | TO  | PPG  |
| ---------------- | ------ | -- | -- | ---- | ---- | ---- | ---- | --- | --- | --- | --- | --- | ---- |
| bjリーグ 2005-06 | 東京A  | 33 |    | 20.0 | .434 | .380 | .879 | 2.1 | 1.9 | 1.1 | .0  | 1.0 | 6.6  |
| bjリーグ 2006-07 | 東京A  | 40 |    | 28.1 | .394 | .331 | .933 | 2.3 | 2.5 | 1.4 | .0  | 2.1 | 12.3 |
| bjリーグ 2007-08 | 東京A  | 42 |    | 29.1 | .425 | .400 | .895 | 1.6 | 3.2 | 1.1 | .0  | 2.2 | 15.8 |
| bjリーグ 2008-09 | 東京A  | 51 | 10 | 27.8 | .399 | .344 | .914 | 1.6 | 2.8 | 1.0 | .0  | 1.8 | 13.3 |
| bjリーグ 2009-10 | 東京A  | 52 |    | 32.7 | .425 | .365 | .876 | 1.9 | 2.9 | 1.2 | .0  | 2.3 | 15.2 |
| bjリーグ 2010-11 | 東京A  | 32 |    | 31.5 | .468 | .382 | .797 | 1.8 | 2.2 | 1.0 | .0  | 1.3 | 12.3 |
| bjリーグ 2011-12 | 大阪   | 52 | 49 | 29.0 |      |      |      |     |     |     |     |     | 11.6 |
| bjリーグ 2012-13 | 東京C  | 49 | 43 |      |      |      |      |     |     |     |     |     | 14.4 |
| bjリーグ 2013-14 | 福岡   | 52 | 16 | 22.4 | .480 | .436 | .856 | 1.5 | 1.5 | 1.0 | .1  | 1.1 | 9.6  |
| bjリーグ 2014-15 | 福岡   | 36 |    | 29.2 | .461 | .392 | .933 | 1.9 | 2.2 | 0.8 | .0  | 1.4 | 10.8 |

- bjリーグ
  - ベスト5（2006-07、2009-10）
  - 週間MVP（2007年1月13-14日、2010年1月9-10日、2010年4月7-11日）
  - フリースロー成功率1位（2005-06、2006-07、2008-09、2011-12、2014-15）2位（2007-08、2009-10）
  - 3ポイントシュート成功率2位（2011-12、2012-13、2013-14）3位（2005-06）